# Sister of Mercy
Sister of Mercy är en låt av den brittiska gruppen Thompson Twins från albumet Into the Gap. En ommixad version av låten släpptes som den fjärde singeln från albumet sommaren 1984. Singeln låg nio veckor på brittiska singellistan med som bäst 11:e plats i juli 1984.

## Utgåvor
UK 7"(Arista TWINS 5)
Sida A
1. "Sister Of Mercy" - 4:55

Sida B
1. "Out Of The Gap" - 5:53

UK 12" (Arista TWINS 125)
Sida A
1. "Sister Of Mercy" (Extended Version) - 9:26

Sida B
1. "Out Of The Gap" (Extended Version) - 8:57

UK 5" shaped picture disc (Arista TWISD 5) [bildskiva formad som ett rymdskepp]
Sida A
1. "Sister Of Mercy" - 4:55

Sida B
1. "Out Of The Gap" - 5:48

Japansk 7" (Nippon Phonogram 7RS-103)
Sida A
1. "Sister Of Mercy" (LP Version) - 5:07

Sida B
1. "You Take Me Up" - 5:53

Japansk 12" (Nippon Phonogram 15RS-28)
Sida A
1. "Sister Of Mercy" (Extended Version) - 9:26
2. "Funeral Dance" - 3:15

Sida B
1. "You Take Me Up" (Extended Version) - 7:33
2. "Leopard Ray" - 3:50